# آرنه جنسن
آرنه جنسن هو مصرفي نرويجي، ولد في 7 مارس 1914، وتوفي في 2002.